# Alto Mijares
Alto Mijares (Tiếng Valencian: Alt Millars) là một ’’comarca’’ trong tỉnh Castellón, Cộng đồng Valencian, Tây Ban Nha.

## Các đô thị bên trong
- Arañuel
- Argelita
- Ayódar
- Castillo de Villamalefa
- Cirat
- Cortes de Arenoso
- Espadella
- Fanzara
- Fuente la Reina
- Fuentes de Ayódar
- Ludiente
- Montán
- Montanejos
- Puebla de Arenoso
- Toga
- Torralba del Pinar
- Torrechiva
- Vallat
- Villahermosa del Río
- Villamalur
- Villanueva de Viver
- Zucaina